# Sinfonía n.º 2 (Rajmáninov)

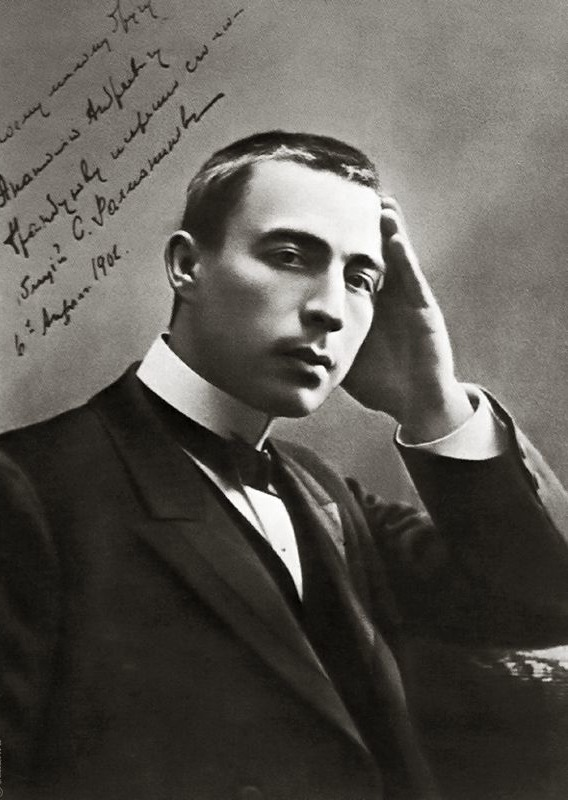
Rajmáninov en 1906.

La Sinfonía n.º 2 en mi menor, Op. 27 fue compuesta entre 1906 y 1907 por Serguéi Rajmáninov. El estreno fue dirigido por el propio compositor en San Petersburgo el 8 de febrero de 1908. La partitura está dedicada a Serguéi Tanéyev, un compositor, profesor, teórico y autor ruso, alumno de Piotr Ilich Chaikovski.

## Historia

### Composición

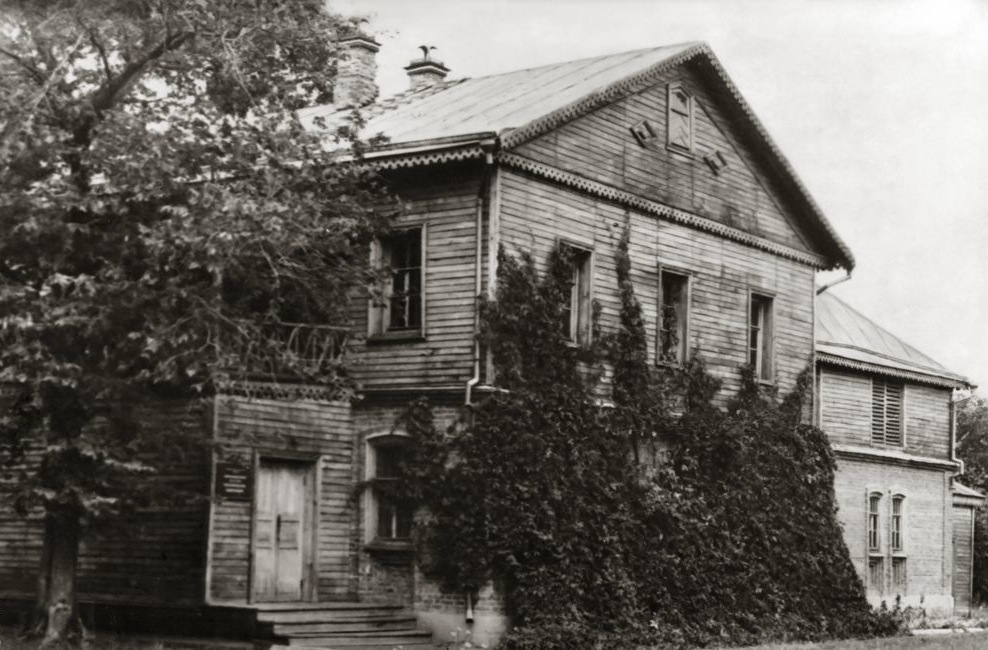
Ivanovka, finca de Rajmáninov, cerca de la provincia de Tambov en Rusia.

La composición de la Sinfonía n.º 2 se desarrolló al mismo tiempo que dos exitosas temporadas en las que Rajmáninov estuvo al frente como director de la Ópera Imperial del Teatro Bolshói de Moscú. Él mismo se consideraba principalmente y ante todo un compositor y creía que el programa de conciertos le quitaba tiempo para componer. Se trasladó junto con su mujer y su hija pequeña a la ciudad alemana de Dresde para dedicar más tiempo a la labor compositiva y también para huir del tumulto político que pondría a Rusia a las puertas de la Revolución. La familia permaneció en Dresde durante tres años, pasando los veranos en la finca de los suegros del músico llamada Ivanovka. Fue durante este periodo cuando el maestro ruso creó no solo su Segunda sinfonía, sino también el poema sinfónico La isla de los muertos.
Rajmáninov no estaba del todo convencido de ser un compositor brillante. En el estreno de su Primera sinfonía, dirigida por Aleksandr Glazunov en 1897, fue considerada un completo desastre. Sus críticas fueron tan severas que sumieron al joven compositor en una depresión. Incluso después del éxito de su Segundo concierto para piano, que ganó el segundo puesto del Premio Glinka dotado de 500 rublos en 1904, Rajmáninov todavía carecía de confianza al escribir nuevas obras. Estaba muy infeliz con el primer borrador de la Segunda sinfonía, pero tras varios meses de revisiones, acabó la obra y dirigió el estreno.

### Estreno y publicación
El estreno se celebró en San Petersburgo el 8 de febrero de 1908 bajo la batuta del propio compositor dirigiendo la Orquesta de la Sociedad Sinfónica Rusa. La primera publicación tuvo lugar en Moscú en 1908 a cargo del editor Alexander Gutheil. Obtuvo un gran éxito con el que ganó el primer puesto del Premio Glinka de 1000 rublos, diez meses más tarde. El triunfo hizo que Rajmáninov recuperara su autoestima como sinfonista, aunque su Sinfonía n.º 3 no llegó a ver la luz hasta 1936.

### Revisiones
La interpretación de esta obra completa es de aproximadamente una hora. Debido a su formidable duración, la Sinfonía n.º 2 ha sido objeto de varias revisiones, especialmente en las décadas de 1940 y 1950, que redujeron la pieza a unos 35 minutos. En la actualidad la pieza suele interpretarse en su versión completa, si bien a veces con la omisión de la repetición de la exposición del primer movimiento.
El 22 de abril de 2008 la discográfica neerlandesa Brilliant Classics lanzó el arreglo de Alexander Warenberg de la sinfonía para piano y orquesta, bajo el título del Concierto para piano n.º 5 de Rajmáninov. La partitura está disponible a través de la editorial Boosey & Hawkes.

### Manuscrito

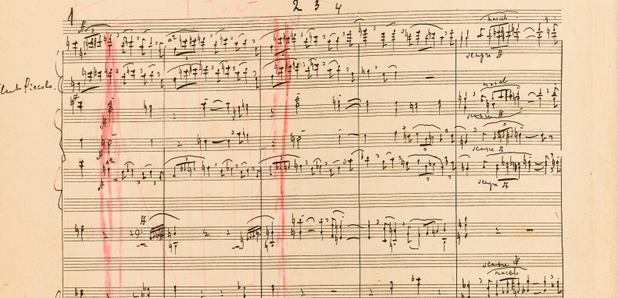
Partitura autógrafa de la Sinfonía n.º 2.

El manuscrito de la obra se daba por perdido hasta su hallazgo en el patrimonio de un coleccionista privado en 2004. Su autentificación fue llevada a cabo por Geoffrey Norris. Este documento contiene material que no ha aparecido en ninguna edición. La propiedad del manuscrito pasó a ser de la Fundación Tabor y fue cedido en préstamo permanente a la British Library.
En mayo de 2014 este documento fue subastado por la casa Sotheby's por 1.202.500 libras.

## Instrumentación
La partitura está escrita para una orquesta formada por:
- Viento madera: 3 flautas (la tercera doblando al flautín), 3 oboes (el tercero doblando al corno inglés), 2 clarinetes en la y si bemol, clarinete bajo en la y si bemol, 2 fagotes, contrafagot.
- Viento metal: 4 trompas, 3 trompetas, 3 trombones, tuba.
- Percusión: timbales, bombo, caja, platillos, glockenspiel.
- Cuerda: una sección de cuerdas con violines I y II, violas, violonchelos y contrabajos.

## Estructura y análisis
La sinfonía consta de cuatro movimientos:
- I. Largo – Allegro moderato, en mi menor 4
4
- II. Allegro molto, en la menor 2
2
- III. Adagio, en la mayor 4
4
- IV. Allegro vivace, en mi mayor 2
2

La interpretación de esta obra dura aproximadamente 60 minutos cuando se interpreta sin cortes; con ellos se reduce hasta los 35 minutos. La sinfonía consiste en una secuencia dramática que se identifica con la tradición sinfónica rusa. La tradición, establecida por los predecesores románticos rusos de Rajmáninov, pone énfasis en un motivo y "un incesante y hermoso flujo de melodía", por ejemplo la Sinfonía n.º 5 de Chaikovski y, posteriormente, la Sinfonía n.º 2 de Balákirev y la Sinfonía n.º 5 de Prokófiev.

#### I.Largo – Allegro moderato

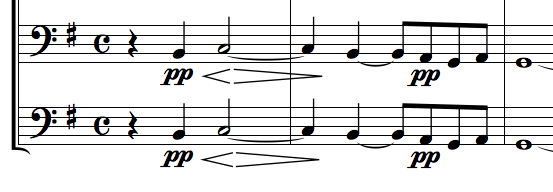
El motivo inicial tocado por los violonchelos y contrabajos que se repite a lo largo del movimiento.

El primer movimiento, Largo – Allegro moderato, está escrito en la tonalidad de mi menor y en compás de 4/4. Se abre con una introducción melancólica, etérea y misteriosa. En ella aparece un motivo principal que se repite en diversas formas a lo largo de toda la sinfonía. El agitado tema principal, marcado como Allegro moderato, va seguido de una melodía alternativa más vibrante y de una sección de desarrollo más bien tormentosa. El movimiento es bastante largo, sobre todo cuando, como es habitual, se interpreta la repetición de la exposición.
Se trata de un primer movimiento creciente y misterioso; dramaticalmente intenso y "alterna un conflicto tempestuoso y una visión serena". Los violonchelos y contrabajos presentan el motivo melódico en la "textura densa y lenta" del Largo, que es una introducción inusualmente larga al primer tema. En el Allegro moderato finaliza el recordatorio del movimiento en forma sonata, ya que el desarrollo evoca la introducción del Largo antes de llegar a dos clímax. Hacia el final aparece otro tema en sol mayor interpretado en su mayor parte por las cuerdas. La pieza termina con el motivo del Largo en una "subestimada coda", llevando el mismo tempo y energía que en el desarrollo, pero de una manera más ligera y breve, como la forma "adecuada" de cerrar la introducción del Largo al igual que en el final del tercer movimiento.

#### II.Allegro molto
El segundo movimiento, Allegro molto, está en la menor y en compás alla breve. Se trata de un Scherzo, que ofrece un tema vigoroso de un humor aparentemente más brillante que el de la mayor parte de la música del movimiento inicial. Este tema es interpretado en su mayor parte por la sección de trompas. La coral de los metales al final del scherzo es escalofriante y deriva del Dies irae, un canto gregoriano de la misa de difuntos católica. Este es un tema que tuvo gran influencia a lo largo de su vida creativa ya que lo empleó en casi todas las sus grandes composiciones (por ejemplo en La isla de los muertos, Rapsodia sobre un tema de Paganini, su Primera sinfonía y su segunda serie de Danzas sinfónicas). El tema de la coral de los metales reaparecerá más tarde en la cadencia del último movimiento. Hay una hermosa melodía alternativa que se relaciona con el motivo recurrente del primer movimiento.
En la estructura de la sinfonía tradicional romántica de Rusia, el scherzo precede al movimiento lento, siguiendo una costumbre establecida por Borodín y Balákirev. 

#### III.Adagio
El tercer movimiento, Adagio, está en la mayor y en compás de 4/4. Arranca con un tema descendente en las cuerdas, que constituye una de las creaciones más bellas y memorables del compositor. Este tema, de nuevo relacionado con el motivo recurrente de la pieza, es cantado por el primer violín en una melodía de estilo extremadamente romántico. Le sigue una melodía igualmente atractiva en el clarinete y otra para violines y oboe. La sinfonía alcanza un clímax emocional en este movimiento, tras un interludio de pasajes a solo de corno inglés y violín seguidos por un ensueño de clarinete que es una reminiscencia del primer movimiento, más tarde desarrollando el tema de la obra; este desarrollo es considerado el complemento a la introducción del Largo. Al final del Adagio se escucha el motivo en su forma original que de nuevo se enlaza con el primer movimiento; además esto es considerado el final apropiado a la introducción inicial del Largo. Mientras que para muchos este movimiento representa una apasionada música de amor, para otros es profundamente contemplativo en su cálida espiritualidad. El compositor nunca adjuntó un programa a este movimiento ni a la sinfonía.

#### IV.Allegro vivace
El cuarto y último movimiento, Allegro vivace, está en mi mayor y en compás alla breve. Es un Finale alegre y triunfante con su luminoso tema principal y presenta una bella melodía alternativa exuberantemente orquestada, similar en su comportamiento exultante a algunas de los movimientos previos. La coda aporta un final victorioso, que disipa cualquier duda persistente generada por los anteriores elementos más oscuros de la obra. En la tradición sinfónica rusa los motivos y temas de los anteriores movimientos se "suman" colectivamente en el Finale. Este movimiento grande y amplio, sigue la forma sonata y consigue transmitir la esencia de la obra. Hay varias ideas presentes en el Finale: el tema inicial en tresillos, la melodía en forma de marcha y la repetición de la melodía romántica de las cuerdas del tercer movimiento.

## En la cultura popular
Esta pieza aparece en una serie de bandas sonoras de películas, programas de televisión, videojuegos, etc.; así como versiones hechas por artistas musicales de todo el mundo.
- 1976 – "Never Gonna Fall in Love Again", canción del artista pop Eric Carmen que utiliza partes del Adagio de la sinfonía. En concreto tomó prestada la introducción y la melodía principal del tercer movimiento para el estribillo y el puente de la canción, respectivamente. Como la música de Rajmáninov todavía estaba protegida por derechos de autor en aquel momento (desde entonces ha expirado en la mayoría de los países), Eric Carmen tuvo que pagar regalías al patrimonio de Rajmáninov por usar la música del compositor, tanto para la canción mencionada anteriormente como para "All By Myself", que tomó prestado de su Concierto para piano n.º 2 en la estrofa.
- 2008 – "If I Ever Forget You" canción del pianista de jazz Danilo Pérez también hace uso de la melodía en el tema principal de su canción perteneciente al álbum Across the Crystal Sea.
- 2013 – "Night on the Galactic Railroad" es el quinto movimiento de Symphony Ihatov del compositor y sintetista japonés Isao Tomita, que cita el tema principal del tercer movimiento de la sinfonía.
- 2014 – el arreglo de Zdes' Khorosho Op. 21 n.º 7 (Здесь хорошо / Qué bello este lugar) de Rajmáninov, llevado a cabo por el tenor operístico Christian Ketter, cita en su introducción el paralizante tercer movimiento de la sinfonía en la grabación Beloved: live in recital.[11]
- 2014 – Birdman, película dirigida por Alejandro González Iñárritu, que utiliza una sección del segundo movimiento de la sinfonía varias veces en el largometraje e incluso en los trailers de promoción. Se presenta como parte de una partitura compuesta por el baterista de jazz mexicano Antonio Sánchez.[12]

## Discografía selecta
- 1928 – Nikolai Sokoloff, Orquesta de Cleveland, Brunswick/Cleveland Orchestra 75th Anniversary Edition.[13][14]
- 1945 – Nikolái Golovánov, Orquesta Sinfónica de la Radio de Moscú (Boheme/Melodiya; cortada).
- 1945 – Artur Rodziński, Orquesta Filarmónica de Nueva York (EMI; cortada).
- 1947 – Dimitri Mitrópoulos, Orquesta de Minnesota (RCA Victor/Lys; cortada).
- 1953 – William Steinberg, Orquesta Sinfónica de Pittsburgh (EMI; cortada).
- 1956 – Kurt Sanderling, Orquesta Filarmónica de Leningrado (DG; cortada).
- 1957 – Paul Paray, Orquesta Sinfónica de Detroit (Mercury; cortada).
- 1957 – Adrian Boult, Orquesta Filarmónica de Londres (RCA Victor Red Seal/Decca; cortada).
- 1959 – Eugene Ormandy, Orquesta de Filadelfia (Sony; cortada).
- 1960 – Alfred Wallenstein, Orquesta Filarmónica de Los Ángeles (Capitol; cortada).
- 1967 – André Previn, Orquesta Sinfónica de Londres (RCA; cortada).
- 1968 – Paul Kletzki, Orchestre de la Suisse Romande (Decca/London; 1ª interpretación grabada comercialmente sin cortes).
- 1973 – Eugene Ormandy, Orquesta de Filadelfia (RCA; completa).
- 1973 – André Previn, Orquesta Sinfónica de Londres (EMI; completa).
- 1977 – Edo de Waart, Orquesta Filarmónica de Rotterdam (Decca; completa).
- 1977 – Yuri Temirkánov, Orquesta Sinfónica Estatal de la URSS
- 1977 – Ling Tung, Grand Teton Music Festival (GTMF 1977; completa).[15]
- 1978 – Yuri Temirkánov, Royal Philharmonic Orchestra (EMI; completa).
- 1982 – Vladímir Ashkenazi, Orquesta del Concertgebouw (Decca; completa).
- 1983 – Lorin Maazel, Orquesta Filarmónica de Berlín (DG; completa).
- 1984 – Simon Rattle, Orquesta Filarmónica de Los Ángeles (EMI; completa).
- 1985 – Dmitri Kitayenko, Orquesta Filarmónica de Moscú (Melodiya; completa).
- 1985 – André Previn, Royal Philharmonic Orchestra (Telarc; completa).
- 1988 – Guennadi Rozhdéstvenski, Orquesta Sinfónica de Londres (IMP, MCA Classics; completa, con repetición del 1º mov.).
- 1990 – Andrew Litton, Royal Philharmonic Orchestra (Virgin Classics; completa, con repetición del 1º mov.).
- 1991 – Yuri Temirkánov, Orquesta Filarmónica de San Petersburgo (RCA; completa, con repetición del 1º mov.).
- 1993 – Mijaíl Pletniov, Orquesta Nacional Rusa (DG; completa).
- 1994 – Vernon Handley, Royal Philharmonic Orchestra (RPO; completa, con repetición del 1º mov.).
- 1994 – Mariss Jansons, Orquesta Filarmónica de San Petersburgo (EMI; completa).
- 1997 – Valery Polyansky, Capilla Sinfónica Estatal de Rusia (Chandos; completa).
- 2004 – Iván Fischer, Orquesta del Festival de Budapest (Channel Classics; completa).
- 2010 – Valeri Guérguiyev, Orquesta Sinfónica de Londres (LSO Ltd; completa).
- 2015 – Andrew Litton, Orquesta Filarmónica de Bergen (BIS; completa, con repetición del 1º mov.).
- 2018 – Antonio Pappano, Orquesta Estatal Sajona de Dresde (EuroArts; completa, Pappano interpreta y explica la Sinfonía n.º 2).